# Lâmpada photoflood
Uma lâmpada photoflood, usada em iluminação fotográfica, é um tipo de lâmpada incandescente que produz um fluxo luminoso mais intenso e uma luz mais branca que as lâmpadas incandescentes comuns para se adequar à sensibilidade à luz dos filmes fotográficos de uso corrente e à sensibilidade às cores dos filmes do tipo Tungsten (para luz artificial), visando reproduzir os objetos com formas e cores equiparáveis à do mesmo objeto quando fotografado sob luz natural.

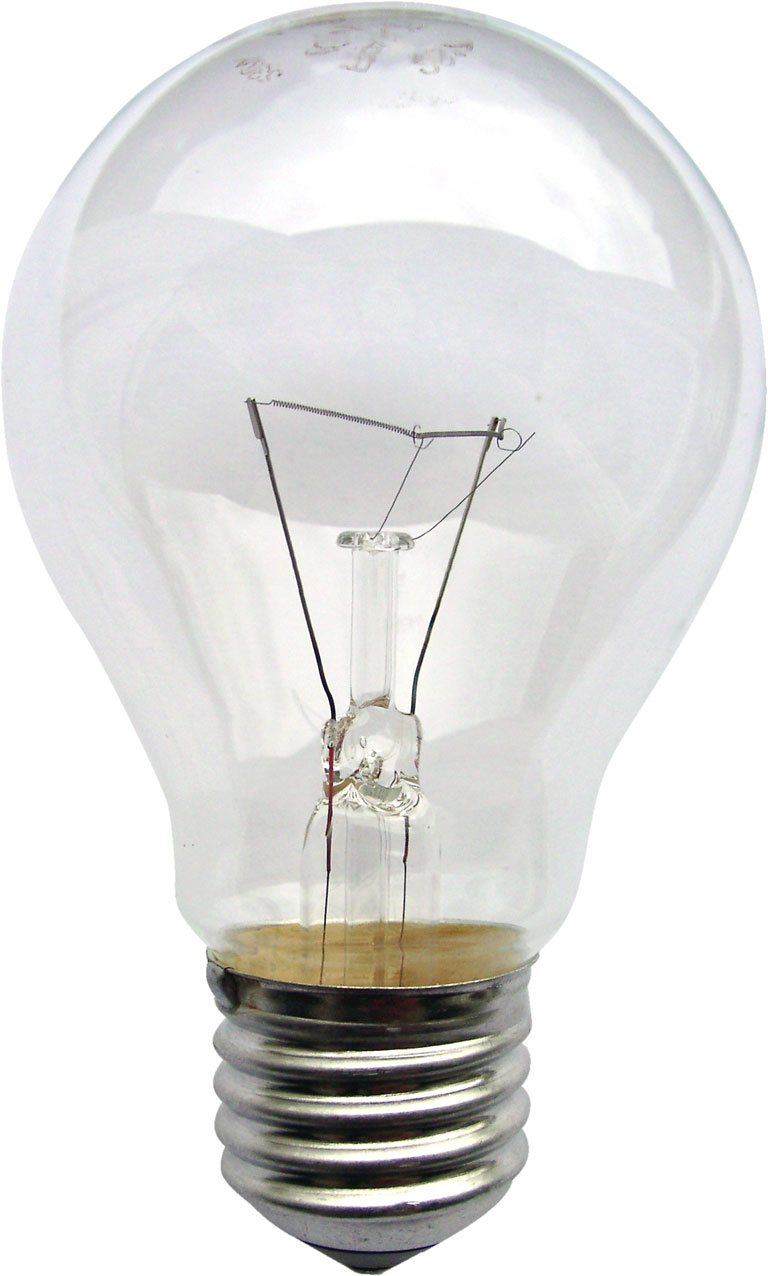
Uma lâmpada comum com mesma base roscada E27 de uma lâmpada photoflood

Sendo lâmpadas para uso fotográfico, as lâmpadas photoflood são mais potentes que as lâmpadas usadas na iluminação doméstica, têm tipicamente 250 e 500 W. Além disso, são sobrevoltadas, isto é, trabalham em regime forçado quando ligadas à rede elétrica normal para gerar um fluxo luminoso mais intenso. Seu poder de iluminação é cerca de dez vezes maior que uma lâmpada incandescente comum.
As lâmpadas photoflood, pela sua natureza e tecnologia empregada, têm curta duração. Uma photoflood que irradia uma luz com temperatura de cor de 3400 K dura cerca de mil vezes menos que uma lâmpada doméstica.
A base das lâmpadas photoflood segue o mesmo padrão dos soquetes de luminárias caseiras (o Brasil segue o padrão E27 europeu), o que permite que as photofloods possam ser usadas em casa. Ao clarear uma sala de dimensões médias, uma única photoflood torna possível fotografar sem o uso de flashes.

## Características
As lâmpadas photoflood são fabricadas com uma potência nominal de 250 e 500 W com opção de temperatura de cor de 3200 K e 3400 K, mas às vezes (e antigamente) com opção de 2900 K.
São fabricadas também photofloods para serem usadas com filmes a cores próprias para luz diurna ou então para serem usadas em combinação com luz diurna. São as lâmpadas photofloods azuis, que têm sua temperatura de cor "esquentada" de 3400 K para 4800 K ou mais com a aplicação de uma camada de cor azul.
As lâmpadas photoflood, à sua época, não eram integralmente actínicas, como são as modernas lâmpadas halógenas que são usadas em lugar das photofloods, e as que são fabricadas hoje destinam-se a simples reposição, continuando a ser lâmpadas de curta duração.
A temperatura de cor da lâmpada photoflood é fixada em 3400K ou 3200 K para parear com a temperatura de cor dos filmes fotográficos tipo A e tipo B respectivamente. A correlação de temperatura de cor, no entanto, se afasta com o tempo de uso da lâmpada, sendo necessário recorrer a medições de cor e efetuar compensações com certa freqüência quando se está produzindo diapositivos.
O IRC (Índice de Reprodução de Cores) ou, em inglês, CRI (Color Rendering Index) das lâmpadas photofloods é brilhante. Numa escala de fidelidade de reprodução variando de 0 a 100, o IRC das photofloods é simplesmente 100.
Filmes negativos e sensores de imagem de câmeras digitais são menos sensíveis a variações de temperatura de cor (CCT - Correlated Color Temperature), os desvios podem ser compensados no laboratório ou corrigidos em editores eletrônicos em fase posterior.

## Tipos de lâmpadas photoflood
Há basicamente dois tipos de lâmpadas photofloods no mercado de materiais fotográficos. O P1 de 3400 K e o P2 de 3200 K, isto porque havia opções de filmes tipo A e tipo B para equilibrar a estas temperaturas. Considera-se, no entanto, que um filme equilibrado para uma temperatura de cor de 3300 K pode usar tanto uma photoflood como outra sem uso de filtros de compensação por implicar um desvio tolerável.
Em geral, as lâmpadas photoflood para fotografias de estúdio são apresentadas em forma de lâmpadas comuns para montagem dentro de equipamentos projetores, refletores ou difusores de luz. Para uso em estúdios de cinema e TV, as lâmpadas são freqüentemente do tipo spot, com refletor interno espelhado.

## Lâmpadas substitutivas
As lâmpadas photoflood estão em franco desuso, e muitas das lâmpadas photoflood oferecidas no mercado fotográfico são lâmpadas remanescentes, foram adquiridas há anos, só interessando àqueles que usam iluminação de alta qualidade fotográfica esporadicamente.

### Halógenas
As photofloods estão sendo substituídas por lâmpadas halógenas actínicas as quais, além de terem um melhor rendimento luminoso, costumam ter uma longevidade maior. As lâmpadas halógenas oferecem ainda opções de maior potência luminosa.

### Fluorescentes
O IRC (Índice de Reprodução de Cores) alcançado pelas lâmpadas fluorescentes já é da ordem de 90% e, mais recentemente, lâmpadas fluorescentes têm sido empregadas em fotografia. Caixas para análise de fotos coloridas estão sendo preenchidas com luz de fluorescentes fotográficas.
A aplicação das fluorescentes na iluminação de estúdio é limitada pela baixa potência destas lâmpadas, mas mesas de fotografia já podem tirar proveito dessas lâmpadas. Há softboxes de tamanho médio usando uma bateria de lâmpadas fluorescentes.

## Luz artificial e câmeras digitais
Atualmente o meio fotográfico entende por photoflood a iluminação para filmes tipo A equilibrada em 3400 K. A maioria das câmeras digitais de vídeo e de fotografia oferece um "pré-set" para Tungsten, ou Incandescent, ou ainda Halogen, equivalente a filmes tipo B equilibradas para 3200 K.
Câmeras de custo mais elevado permitem uma compensação de temperatura de cor manualmente. Isto torna boa parte das lâmpadas incandescentes, tanto as ordinárias como as photofloods tipo B, adequadas para obter fotografias com fidelidade de cores satisfatória, sem necessidade de recorrer a filtros de compensação ou a tratamentos de imagens pós-produção.